# Sempervivum borissovae
Sempervivum borissovae är en fetbladsväxtart som beskrevs av Wale. Sempervivum borissovae ingår i släktet taklökar, och familjen fetbladsväxter. Inga underarter finns listade i Catalogue of Life.